# Cerkiew Opieki Matki Bożej w Bielance
Cerkiew Opieki Matki Bożej – zabytkowa greckokatolicka cerkiew parafialna znajdująca się w Bielance. Użytkowana również przez katolików obrządku łacińskiego.
Cerkiew włączono do małopolskiego Szlaku Architektury Drewnianej.

## Historia
Pierwsza cerkiew w Bielance została zbudowana w 1650. Zachowana do dziś świątynia jest jednak o 103 lata młodsza (1753) i znajduje się w innym miejscu, niż wcześniejszy obiekt. W 1947, w czasie wysiedleń ludności łemkowskiej z Bielanki w ramach Akcji „Wisła”, cerkiew została podpalona, jednak zniszczeniu uległ tylko dach. Po 1947 obiekt przejął Kościół łaciński. Budynek został odremontowany i przykryty dachem kalenicowym. W drugiej połowie lat 50. dawni mieszkańcy Bielanki zaczęli wracać do wsi i cerkiew stała się świątynią parafii prawosławnej, jednak katolicy obrządku łacińskiego zachowali prawo jej współużytkowania. Po 1989 legalnie działać zaczął również Kościół greckokatolicki i również jego parafia otrzymała możliwość korzystania z obiektu.

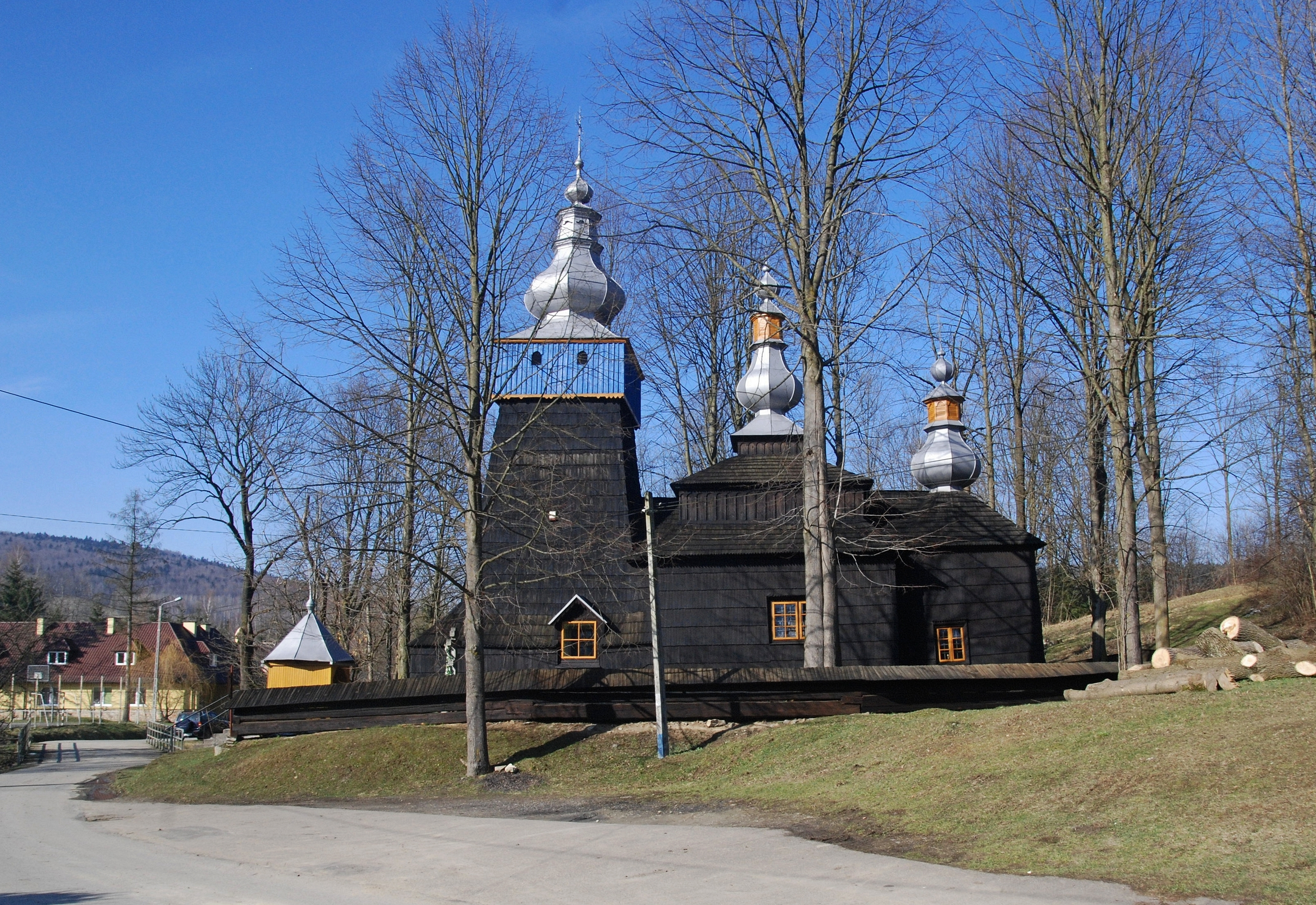
Widok od strony południowej
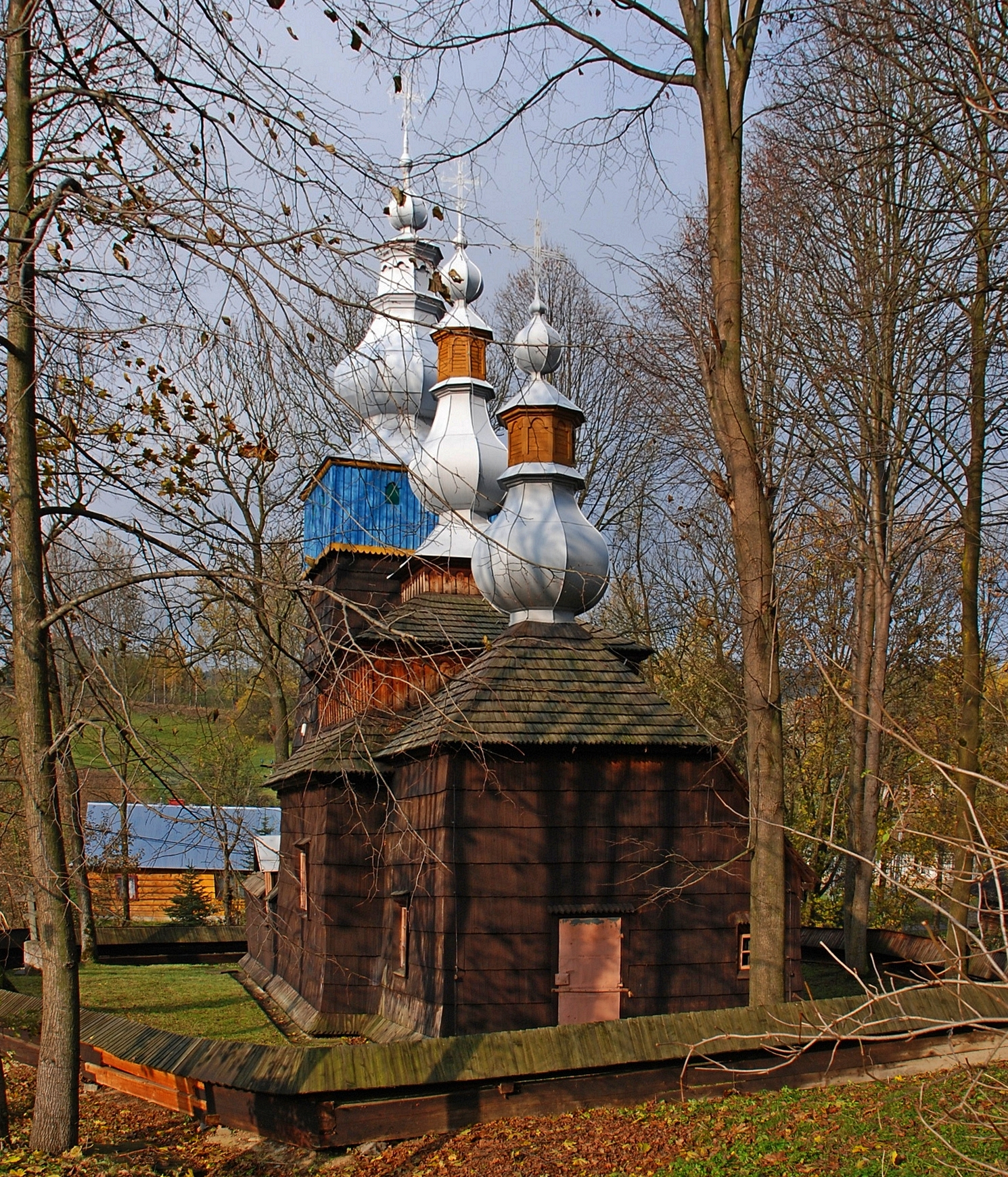
Od strony wschodniej
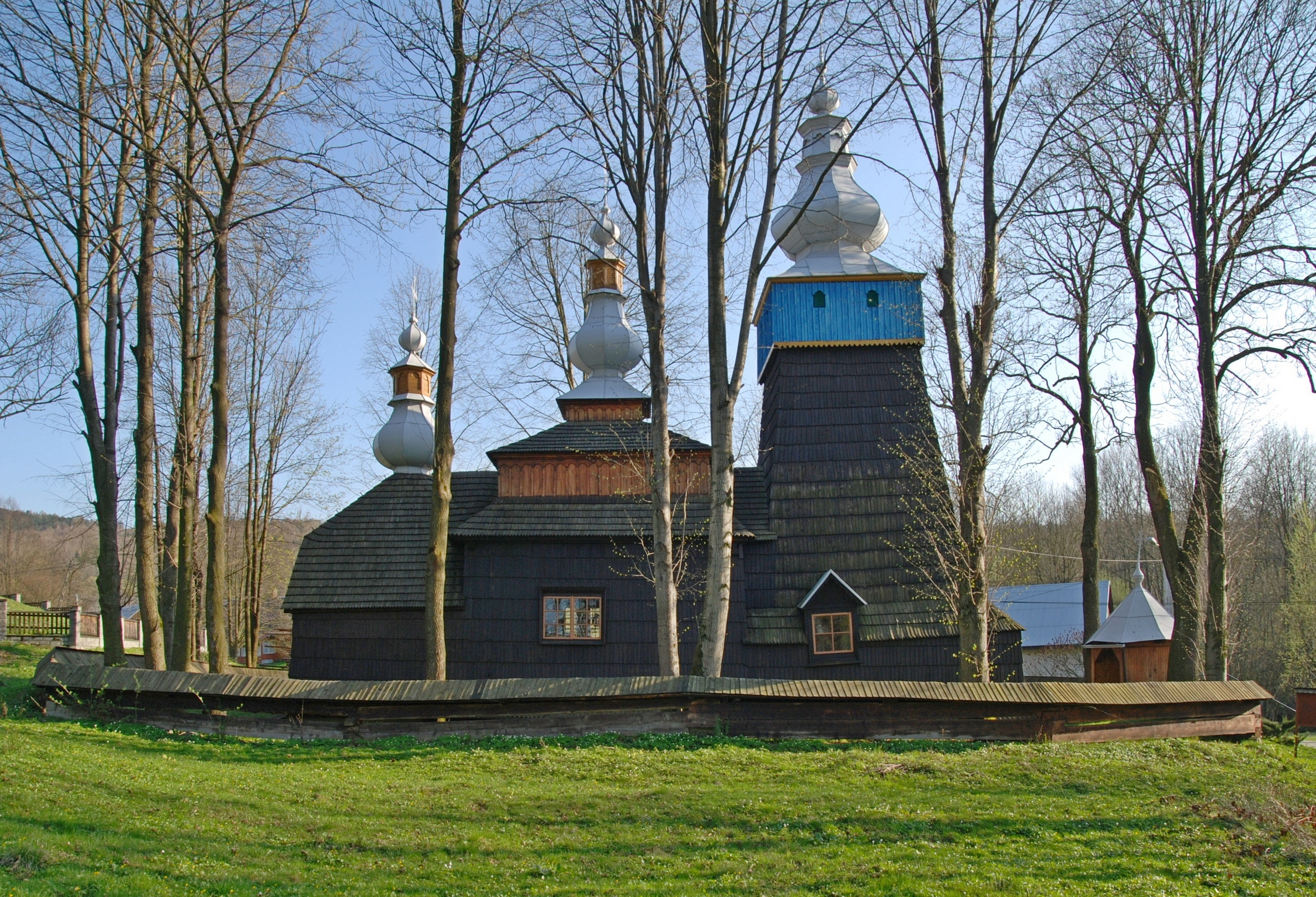
Od północy

Na mocy ustawy cerkiew w Bielance, jako jedyna z cerkwi w południowej Polsce, o jakie spór toczyły Polski Autokefaliczny Kościół Prawosławny i Kościół Greckokatolicki w Polsce, przeszła na własność tego drugiego, za odszkodowaniem dla prawosławnych. Obecnie w cerkwi odprawiane są nabożeństwa rzymskokatolickie i greckokatolickie. Świątynia  służyła również miejscowej parafii prawosławnej do czasu zbudowania przez prawosławnych własnej cerkwi (wrzesień 2014).

## Architektura
Cerkiew w Bielance jest typową cerkwią łemkowską, drewnianą, trójdzielną. Ponad przedsionkiem wznosi się wieża o konstrukcji słupowo-ramowej z izbicą malowaną na niebiesko, z zielonymi obramowaniami okien. Po remoncie w latach 90. XX w. został przywrócony pierwotny kształt dachów – namiotowego nad nawą i kalenicowego nad prezbiterium. Wszystkie trzy części cerkwi zwieńczone są baniastymi hełmami. 
We wnętrzu zachował się czterorzędowy ikonostas oraz polichromowany krzyż, który łączy typową dla Kościoła greckokatolickiego formę (trzy belki) z łacińskim przedstawieniem postaci Jezusa – przebite gwoździami stopy są nałożone na siebie, a nie, jak w sztuce bizantyjskiej, ułożone równolegle.

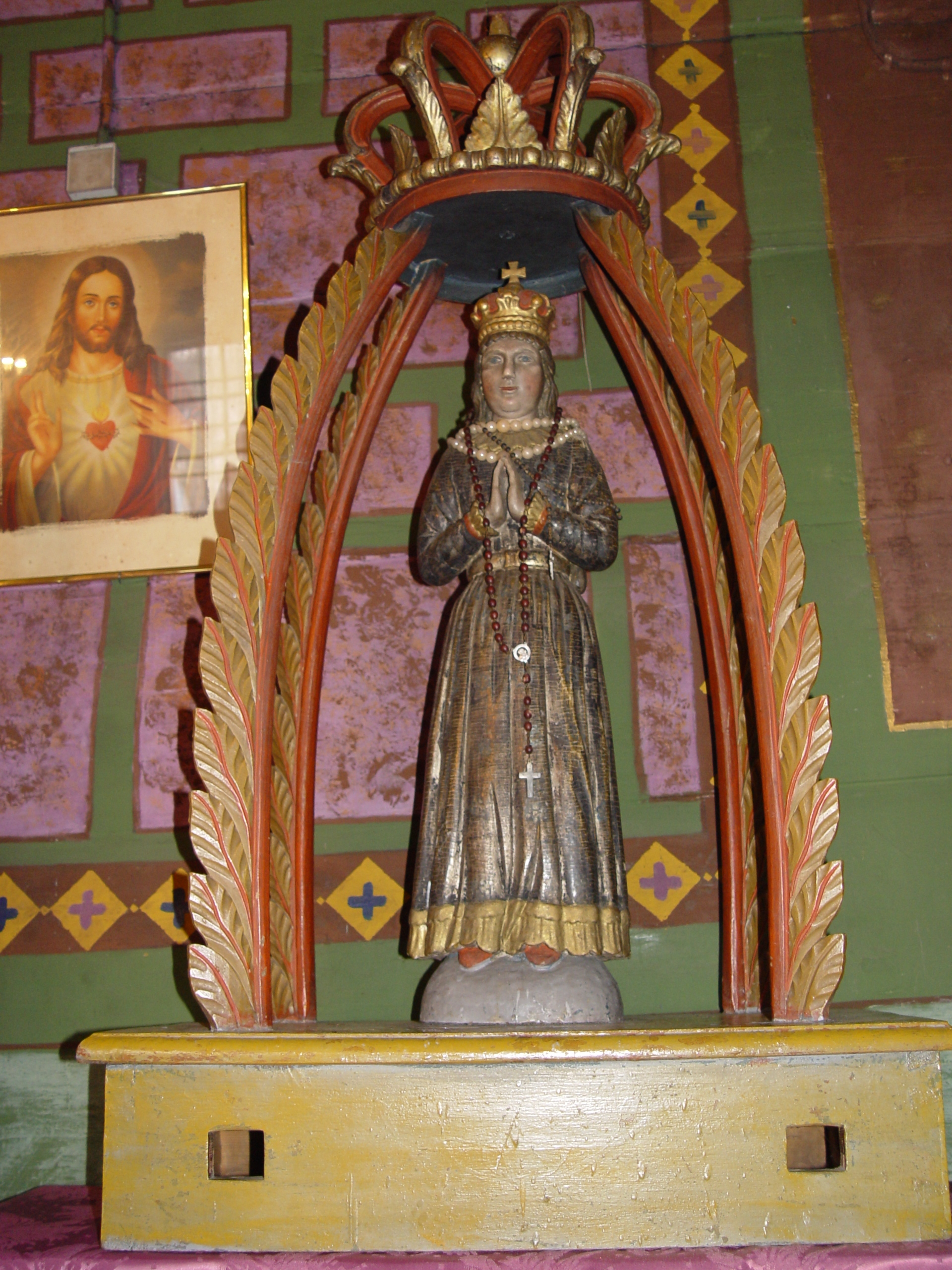
Wnętrze
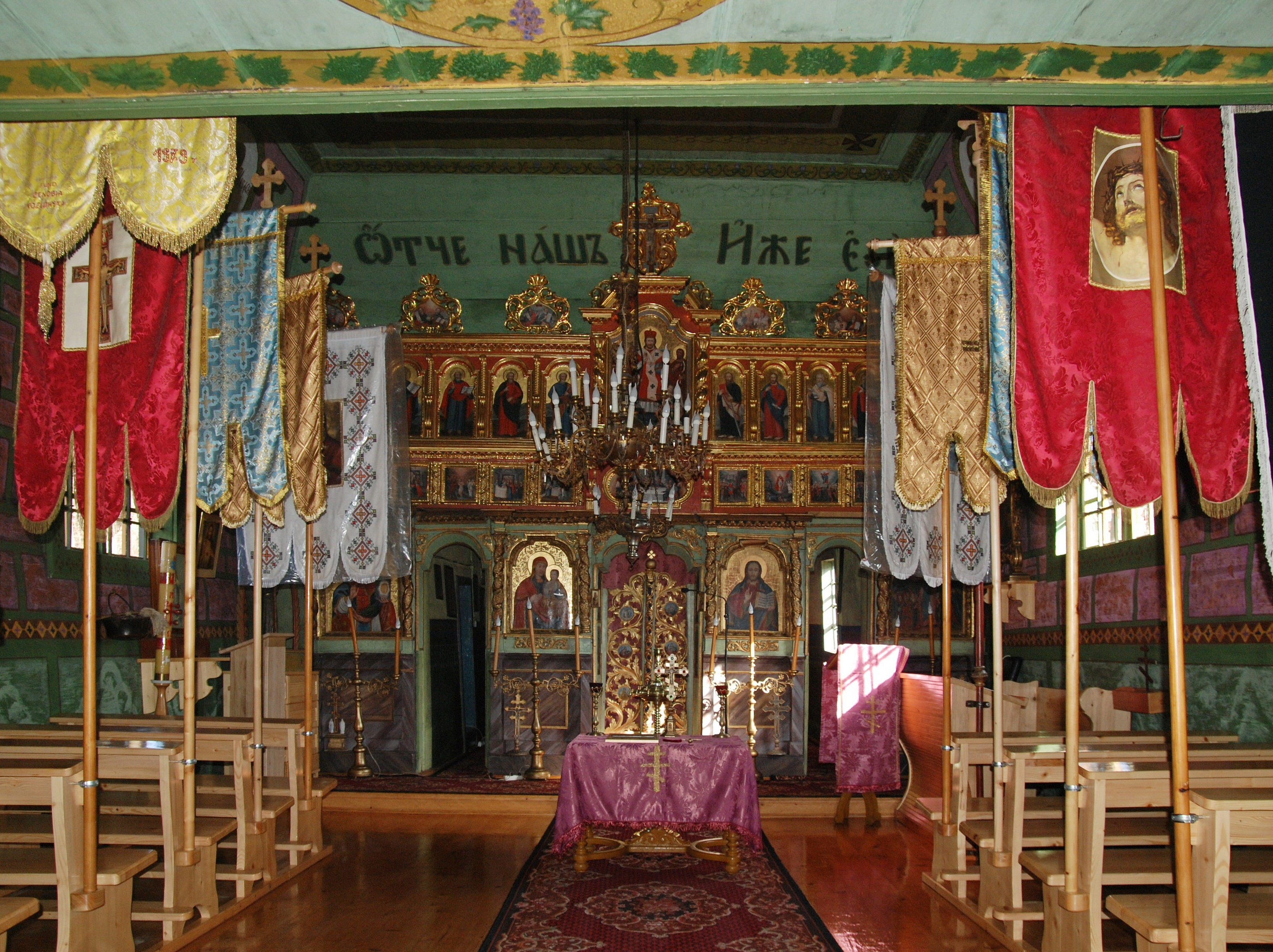
Wnętrze
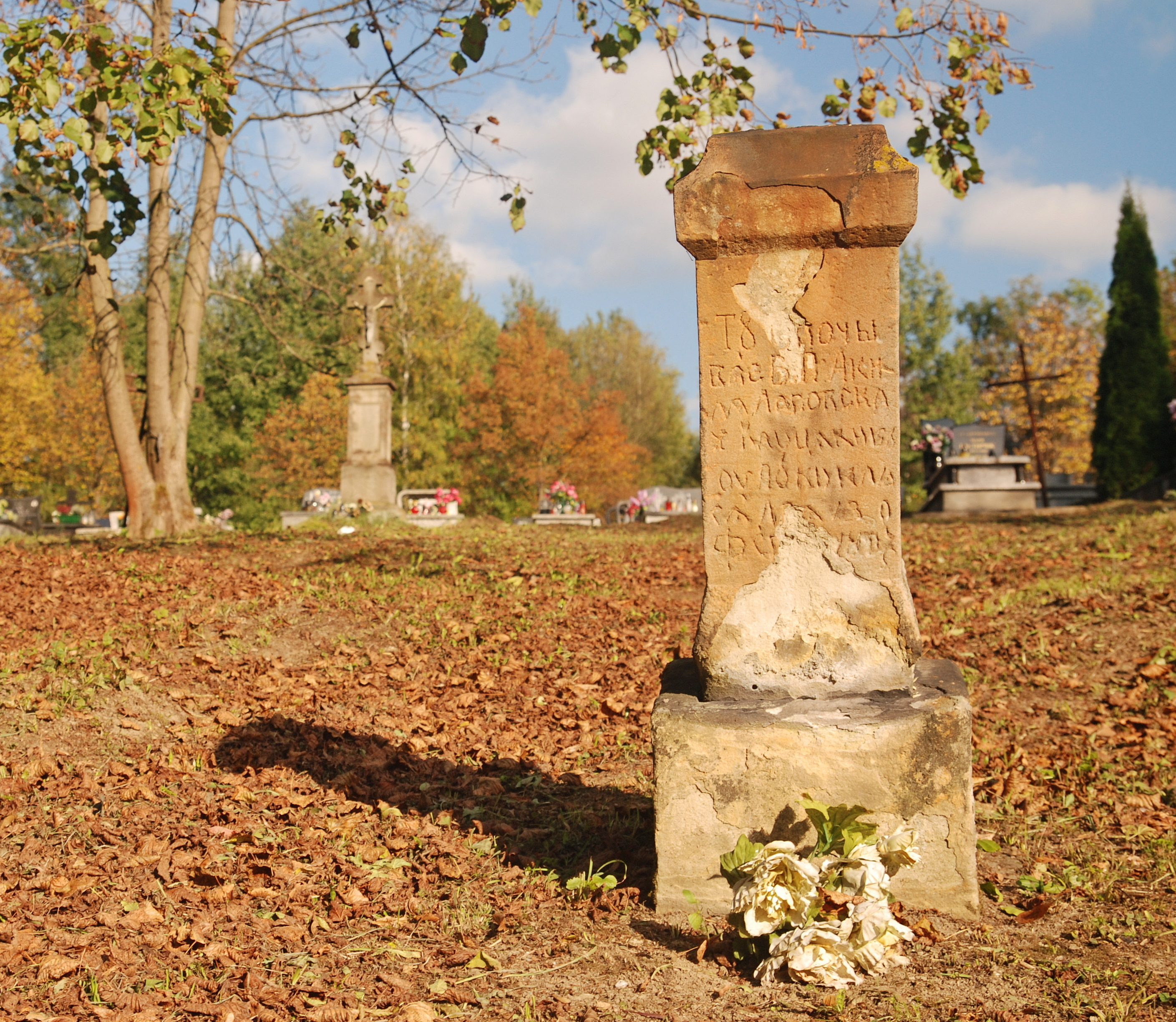
Na przycerkiewnym cmentarzu